# أشباه الفيتامينات
شبيه الفيتامين (بالإنجليزية: vitamer)‏ حرفيًا فيتامير، حيث لأي فيتامين مُعين هو أي عدد من المركبات الكيميائية، التي لها عمومًا بنية جزيئية مماثلة، كل منها يظهر نشاط فيتامين في نظام بيولوجي به نقص الفيتامينات.
على سبيل المثال، يحتوي فيتامين A 1 على ست مواد كيميائية على الأقل فيتامير والتي تعتبر جميعها «فيتامين A»، ولكل منها خصائص مختلفة قليلاً. [بحاجة لمصدر] في مثل هذا النظام، يُطلق على «فيتامين أ» اسم «الواصفة العامة» للفيتامين، والذي يتم تعريفه بخصائصه البيولوجية في كائن يعاني من نقص الفيتامينات، وليس بناءه الكيميائي. في نظام «فيتامين أ» 1، أربعة من تلك الموجودة بشكل طبيعي في الأطعمة ذات الأصل النباتي هي الكاروتينات الكيميائية (ثلاث كاروتين وواحد هو زانثوفيل). ومع ذلك، فإن العابر انفصالا تاما - الريتينول والشبكية الأشكال، والتي تحدث في الأغذية ذات الأصل الحيواني، وعدة مرات فعالة في البشر، في ميكروجرام، من هي الأشكال ذات الأصل النباتي. كل اشباه الفيتامينات، في حالة من «فيتامين أ» 1 توسط نفس الوظائف البيولوجية التي تخدم تمهيدا ل شبكية العين، لدورة المرئية أو لعموم العابر - حمض الريتينويك، تعمل بمثابة هرمون مثل الجوهر ويجند لالنووية مستقبلات هرمون، RARs. في بعض الحالات، تكون هذه الاختلافات شديدة: على سبيل المثال لا يمكن أن تمتص أشكال الكاروتينويد من فيتامين أ 1 بواسطة القطط أو القوارض على الإطلاق، وبالتالي لا يوجد نشاط فيتامين أ في هذه الأنواع.
عادةً، يكون نشاط فيتامينات ل الفيتامينات المتعددة ناتجًا عن قدرة الجسم المحدودة على تحويل فيتامير واحد إلى آخر، أو العديد من الفيتامينات إلى نفس العامل المساعد (الأنزيمات)، الذي ينشط في الجسم كشكل من أشكال الفيتامينات. ليست كل الفيتامينات تمتلك نفس قوة فيتامين، لكل كتلة. ويرجع ذلك إلى الاختلافات في امتصاص وفيتامينات مختلف الفيتامينات. في الغالب للسبب نفسه، تختلف سمية الفيتامينات حسب الجزيء، كما هو الحال مع فيتامين E.
قد يتم تجميع (ولكن ليس دائمًا) مجموعة من المواد الكيميائية تحت عنوان «الواصف العام» للفيتامين، مثل «فيتامين أ». تشمل الأمثلة الأخرى للفيتامينات السيانوكوبالامين وهيدروكسوكوبالامين وميثيل كوبالامين و 5 ديوكسيادينوسيل كوبالامين (adenosylcobalamin - ADoB-12)، وكلها فيتامينات ب 12، وبالتالي تمتلك جميعها «ب 12 نشاط». مثال آخر هو أن كلا من النياكيناميد وحمض النيكوتينيك (النياسين) لهما نشاط فيتامين ب <sub id="mwKQ">3</sub>.

## قائمة الفيتامينات مع بعض أشكالها النشطة
| فيتامين عام <br /> اسم واصف | الاسم (الأسماء) الكيميائية لـ Vitamer أو فئة المركبات الكيميائية (القائمة غير كاملة)                                                                         |
| --------------------------- | --- |
| فيتامين أ 1                 | الكل - ترانس- الريتينول، والشبكية، والكاروتينات البديلة: البروتامين، كاروتينويد ألفا كاروتين، وبيتا كاروتين، وغاما كاروتين، و beta xanthophyll cryptoxanthin |
| فيتامين ب 1                 | ثيامين، ثيامين أحادي الفوسفات، ثيامين بيروفوسفات |
| فيتامين ب 2                 | ريبوفلافين، أحادي نيوكليوتيد فلافين (FMN)، فلافين أدينين ثنائي النوكليوتيد (FAD)                                                                             |
| فيتامين ب 3                 | النياسين، نياكيناميدي، نيكوتيناميد riboside |
| فيتامين ب 5                 | حمض البانتوثنيك، البانثينول، البنتيثين |
| فيتامين ب 6                 | البيريدوكسين، فوسفات البيريدوكسين، البيريدوكسامين، فوسفات البيريدوكسامين، بيريدوكسال، بيريدوكسال 5-فوسفات                                                    |
| فيتامين ب 7                 | البيوتين |
| فيتامين ب 9                 | حمض الفوليك، حمض الفولينيك، 5-ميثيل تتراهيدروفولات |
| فيتامين ب 12                | السيانوكوبالامين، هيدروكسوكوبالامين، ميثيل كوبالامين، أدينوسيل كوبالامين                                                                                     |
| فيتامين سي                  | حمض الأسكوربيك، حمض ديهيدروكوربيك، أسكوربات الكالسيوم، أسكوربات الصوديوم، أملاح أخرى من حمض الأسكوربيك                                                       |
| فيتامين د                   | كالسيتريول، إرغوكالسيفيرول (D 2)، كوليكالسيفيرول (D 3) |
| فيتامين ه                   | توكوفيرول (د-ألفا، د-بيتا، د-جاما، د-دلتا-توكوفيرول)، توكوترينول (ألفا، بيتا، جاما، دلتا توكوترينول)                                                         |
| فيتامين ك                   | فيلوكينون (ك 1)، ميناكينونيس (ك 2)، ميناديون (ك 3) |

## روابط خارجية
- تعريف القاموس من vitamer. تمت الإشارة إليه في 4 يناير 2008